# Yuma (película)
Yuma (Run of the Arrow: «La carrera de la flecha») es un wéstern estadounidense de 1957 dirigido, producido y escrito por Samuel Fuller y protagonizado por Rod Steiger, Sara Montiel y Charles Bronson. La voz de la protagonista fue doblada por Angie Dickinson.

## Argumento
Es el año 1865 y acaba de terminar la Guerra de Secesión Norteamericana, pero el soldado sureño O'Meara se niega a aceptar la derrota y decide huir hacia el lejano oeste. En su camino se cruza con un guía indio y decide unirse a los Sioux e integrarse en su modo de vida, renegando así de los recién formados Estados Unidos. Sin embargo, y para disgusto de O'Meara, el gran jefe Nube Roja ha decidido firmar un tratado de paz con el ejército yanqui, permitiendo así la construcción de un fuerte militar en territorio indio.

## Reparto
- Rod Steiger: O'Meara
- Sara Montiel: Mocasín Amarillo
- Brian Keith: Capitán Clark
- Ralph Meeker: Teniente Driscoll
- Jay C. Flippen: Coyote Andante
- Charles Bronson: Búfalo Azul
- Olive Carey: Señora O'Meara
- H.M. Wynant: Lobo Loco
- Neyle Morrow: Teniente Stockwell
- Frank DeKova: Nube Roja
- Tim McCoy: General Allen
- Stuart Randall: Coronel Taylor
- Billy Miller: Laguna Silenciosa